# Кур'я (Новокузнецький район)
Ку́р'я (рос. Курья) — селище у складі Новокузнецького району Кемеровської області, Росія. Входить до складу Кузедеєвського сільського поселення.

## Населення
Населення — 9 осіб (2010; 8 у 2002).
Національний склад (станом на 2002 рік):
- росіяни — 87 %